# Shakey

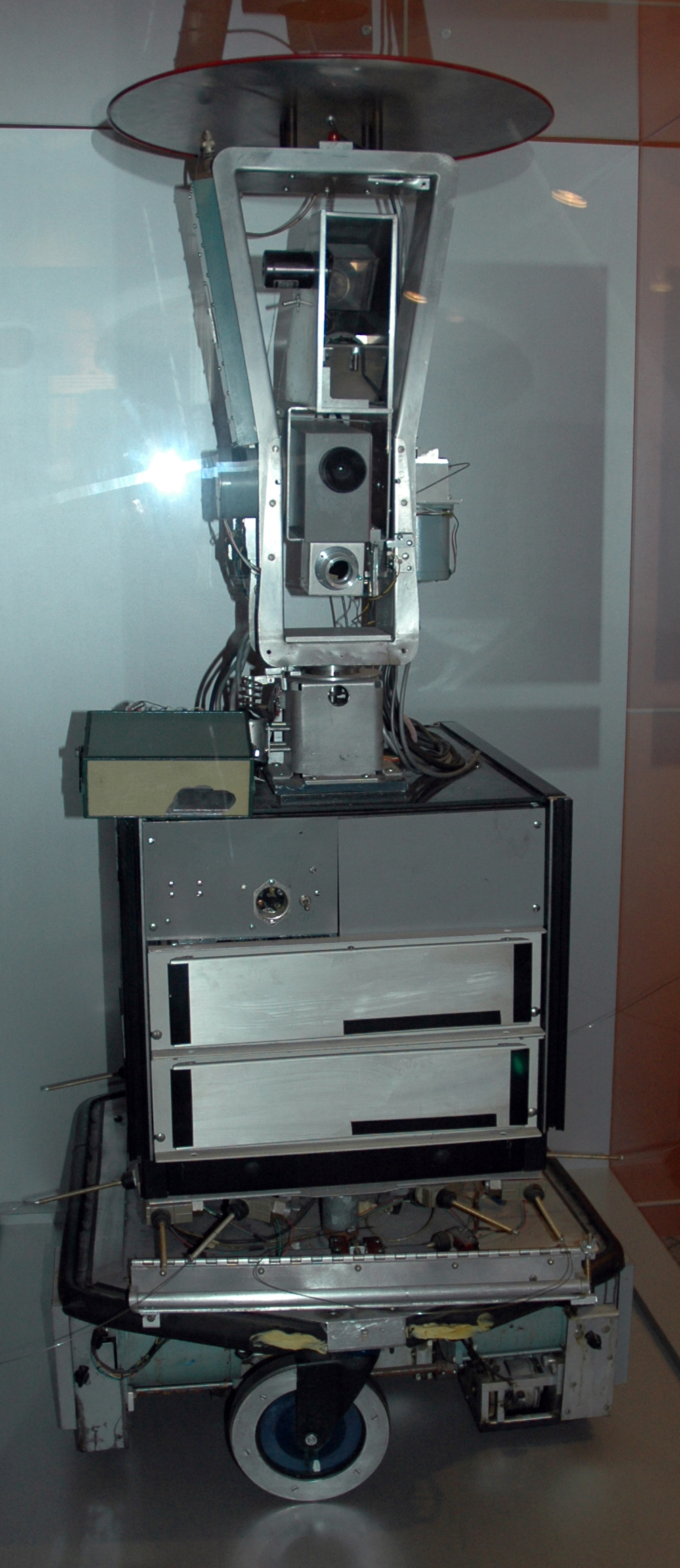
Робот Шейки в Музее компьютерной истории

Шейки (англ. Shakey) — первый универсальный мобильный робот, способный рассуждать над своими действиями. В то время как другим роботам требовались инструкции для каждого конкретного шага, Шейки мог анализировать команды и разбивать их на простые части. Проект объединил исследования в области робототехники, компьютерного зрения и обработки естественного языка, благодаря чему Шейки стал первым роботом, сочетавшим логический анализ с физическими действиями.
Разрабатывался в Центре искусственного интеллекта при Стэнфордском исследовательском институте (ныне SRI International) с 1966 по 1972 год под руководством Чарльза Роусена. В проекте также участвовали Нильс Нильссон, Альфред Брейн, Бертман Рафаель, Рихард Дюда, Питер Харт, Ричард Фикс, Ричард Вальдигер, Томас Гарвей, Джой Тененбаум и Михаель Вильбер. Основная часть программы была основана на LISP, STRIPS задумывался как основной используемый планировщик.
В настоящий момент Шейки находится в Музее компьютерной истории в Маунтин-Вью (Калифорния).

## Шейки и STRIPS
Будучи первым логическим, целенаправленным агентом, Шейки испытывался в условиях ограниченного мира. Версия мира Шейки включала несколько комнат, соединённых коридорами, с дверьми и выключателями света, с которыми робот должен был взаимодействовать. Шейки имел короткий список возможных действий в своём планировщике. Эти действия включали перемещение из одного места в другое, включение и выключение света, открытие и закрытие дверей, поднятие и опускание твёрдых тел и толкание подвижных тел по кругу. Планировщик STRIPS вырабатывал план для выполнения всех возможных действий, даже несмотря на то, что Шейки не мог выполнить все действия самостоятельно.

## Простейшая задача
Оператор вводит команду «push the block off the platform» (столкнуть блок с платформы) в компьютерную консоль.
Шейки смотрит вокруг, обнаруживает платформу с блоком на ней и находит пандус, чтобы попасть на платформу. Затем Шейки заезжает на пандус, едет вверх по пандусу на платформу и сталкивает блок с платформы. Задача выполнена.

## Результаты исследования проекта Шейки
- Алгоритм поиска A*
- Преобразование Хафа
- Метод графов для поиска кратчайшего евклидового пути между препятствиями

## Награды
- Включен в Зал славы роботов в 2004 году.